# Siwaki
Siwaki (russisch Сиваки) ist eine Siedlung städtischen Typs in der Oblast Amur (Russland) mit 1322 Einwohnern (Stand 1. Oktober 2021).

## Geographie
Die Siedlung liegt in der sich zwischen Amur und Seja erstreckenden Mittelgebirgslandschaft im Fernen Osten Russlands, die hier allmählich zur südöstlich gelegenen Seja-Bureja-Ebene ausläuft. Der Ort befindet sich etwa 270 Kilometer (Luftlinie) nördlich der Oblasthauptstadt Blagoweschtschensk.
Siwaki gehört zum Rajon Magdagatschi, dessen Verwaltungszentrum Magdagatschi 135 Kilometer nordwestlich liegt.

## Geschichte
Der Ort entstand ab 1905, als hier ein Umsiedler aus Zentralrussland mit Familiennamen Siwak ein Dorf zu errichten begann. 1913 wurde hier an der neu errichteten Amureisenbahn von Kuenga unweit Sretensk in Transbaikalien nach Chabarowsk eine Station gebaut.
1938 wurde der Status einer Siedlung städtischen Typs verliehen.

### Bevölkerungsentwicklung
| Jahr | Einwohner |
| ---- | --------- |
| 1939 | 8155      |
| 1959 | 6158      |
| 1970 | 4943      |
| 1979 | 4044      |
| 1989 | 3721      |
| 2002 | 2578      |
| 2010 | 2056      |
| 2021 | 1322      |

Anmerkung: Volkszählungsdaten

## Wirtschaft und Infrastruktur
In Siwaki gibt es Betriebe der Forstwirtschaft. Ab Ende der 1930er Jahre existierte im Waldgebiet östlich des Ortes ein Schmalspurnetz (Spurweite 750 mm) für den Holzabtransport mit einer Länge von etwa 60 bis 85 Kilometer, das bis in die 1970er Jahre existierte.
Siwaki ist Station der Transsibirischen Eisenbahn (Streckenkilometer 7626 ab Moskau). Unweit führt auch die Fernstraße M58 Amur vorbei, Teil der transsibirischen Straßenverbindung.